# Lescuraea pallida
Lescuraea pallida là một loài Rêu trong họ Leskeaceae. Loài này được (Best) D.H. Norris & Shevock mô tả khoa học đầu tiên năm 2004.